# Simone Schettino
Simone Schettino (Castellammare di Stabia, 21 maggio 1966) è un comico, cabarettista e regista cinematografico italiano che si autodefinisce ironicamente fondamentalista napoletano.

## Biografia
Dopo gli studi superiori, frequenta il corso di Giurisprudenza all'Università degli Studi di Napoli Federico II, senza conseguire la laurea.
Ha recitato in cabaret insieme a Biagio Izzo, su Telenapoli 34, dal 1998 al 2001 in una trasmissione chiamata Pirati Show.
Debutta in teatro al Cilea di Napoli nel 2000. In seguito ha tenuto diversi spettacoli in teatri e piazze e ha inoltre pubblicato alcuni CD e DVD con le proprie esibizioni.
In televisione partecipa ai programmi Convenscion su Rai 2 e SuperCiro su Italia 1, dove si esibisce presentando alcuni dei suoi sketch.
Nel gennaio 2004, per un breve problema di salute, sospende per due mesi l'attività; lo spettacolo Dov'eravamo rimasti? si riferisce a questa disavventura. Negli anni successivi porta in tournée una serie di altri spettacoli. Nel 2010 è impegnato in Se tocco il fondo... sfondo!!!.
Il 21 maggio 2005 nascono le sue due figlie, Giorgia e Noemi (gemelle eterozigote)
In seguito al naufragio della Costa Concordia, nel 2012 è vittima di insulti per la parziale omonimia col comandante della nave, pur non avendo con lui alcun tipo di legame.
Dal 2013 porta in tour Se permettete, vorrei andare oltre.
Nel 2017 torna in televisione, su Rai 2, nel cast della nuova edizione di Made in Sud, condotto da Gigi D'Alessio insieme ad Elisabetta Gregoraci e Fatima Trotta.
Successivamente dirige il suo primo film Made in China napoletano, di cui è anche il protagonista.

## Spettacoli teatrali
- I miei primi quattro anni (2000)
- Il Fondamentalista Napoletano (2001)
- Processatemi pure, ma con giudizio (2002)
- Tutto regolare (2003)
- Ma ogne scarpa addeventa scarpone? (speriamo di no...) (2003)
- Mamma mia che ipocrisia (2004, poi spostato al 2005)
- Dov'eravamo rimasti? (2004)
- Puozze campà cient'anne (2005)
- Inciuci globalizzati (2006)
- Dicette 'o pappece vicino 'a noce... (2006)
- Del Belpaese c'è rimasto soltanto il formaggio (2007)
- Se tocco il fondo... sfondo!!! (2010)
- Se permettete, vorrei andare oltre (2013)

## Filmografia
- Come sinfonia, regia di Ninì Grassia (2002)
- Made in China napoletano, regia di Simone Schettino (2017)
- Ammen regia di Ciro Villano (2020)